# IMFACT
IMFACT（韓語：임팩트）是韓國明星帝國娛樂旗下的男子偶像團體，成員為帝業、泰浩、摯安、李想、雄宰，於2016年1月27日發行《Lollipop》專輯正式出道。

## 成員資料
| 成員列表 | 成員列表 | 成員列表 | 成員列表 | 成員列表 | 成員列表   | 成員列表        | 成員列表             |
| 官方藝名 | 官方藝名 | 官方藝名 | 本名     | 本名     | 本名       | 國籍 / 出生日期 | 隊內擔當             |
| 漢字     | 諺文     | 羅馬拼音 | 漢字     | 諺文     | 羅馬拼音   | 國籍 / 出生日期 | 隊內擔當             |
| -------- | -------- | -------- | -------- | -------- | ---------- | --------------- | -------------------- |
| 帝業     | 제업     | Jeup     | 朴帝業   | 박제업   | Park Je-up | 1993年3月27日   | 主唱、形象           |
| 泰浩     | 태호     | Taeho    | 金台祜   | 김태호   | Kim Tae-ho | 1993年11月1日   | 主領舞、領唱         |
| 摯安     | 지안     | Jian     | 李摯安   | 이지안   | Lee Ji-an  | 1993年11月8日   | 隊長、領Rapper、領舞 |
| 李想     | 이상     | Leesang  | 李想     | 이상     | Lee Sang   | 1995年10月17日  | 副唱、門面           |
| 雄宰     | 웅재     | Ungjae   | 羅雄載   | 나웅재   | Na Ung-jae | 1998年5月28日   | 主Rapper、忙內       |

## 發展經歷

### 出道前
出道前，帝業曾為國家武術代表隊選手，摯安曾為許多偶像組合及歌手的伴舞，泰浩曾拿過2014年密陽阿里郎歌謠節大賞。2015年3月~5月，IMFACT於ZE:A時完的亞洲粉絲見面會《2015 Asia Tour Fan Meeting-HELLO》擔任開場表演嘉賓，並在活動中為時完伴舞及伴奏。2015年4月17日，明星帝國娛樂宣布IMFACT開通官方微博及twitter，並陸續公開成員街拍宣傳圖。同年8月29日，於《2015 Feel Korea in New Delhi》表演，累積表演經驗。

### 2016年
1月14日起，陸續於官方Youtube頻道公開成員形象片，展現成員各自的才藝與創作。
1月17日，於首爾清潭洞Ilchi Art Hall舉行出道Showcase，由ZE:A光熙擔任MC。隔日，公開《Lollipop》專輯曲目清單，成員均參與詞曲創作與製作；其中，雄宰創作的出道曲《Lollipop》為一首舞曲，描述少年一見鍾情後積極示好的情景。
1月26日，公開《Lollipop》的MV預告片。
8月14日，在出道二百天紀念活動中宣佈團體粉絲名為「IF」。
11月2日，官方宣佈IMFACT將攜第二張專輯《斑爛》回歸，且成員參與全輯詞曲創作。

### 2017年
年初，李想在韓劇《大力女子都奉順》中擔任Ainsoft公司櫃檯服務員。
公開計畫「IMFACTORY」，代表組合將製作具影響力及真誠的音樂，計畫內容包含每月發行新曲、迷你見面會及迷你公演等。
第一首單曲《沒有你》（；）於1月25日公開，此曲在成員練習生時期所作，講述離別時的悲傷。
2月13日，預告2月單曲《拜託了初戀》於2月27日公開。
4月5日推出《Tension Up》，並於音樂節目進行兩周的活動。
年秋，成員帝業、泰浩、摯安、雄宰參與選秀節目《The Unit》，決心透過此節目再次宣傳並展現IMFACT。節目於2017年10月28日開播，並於2018年2月10日正式結束，四人最終名次分別為帝業11名、泰浩27名、摯安49名、雄宰26名。

### 2018年
4月9日，官方公告IMFACT將於4月17日發行數位單曲《閃耀》回歸。《閃耀》是IMFACT與THE BLACK LABEL合作的作品，是IMFACT首度在音樂上與其他製作人共同合作；至於造型方面則採用華麗而強烈的Chav風格，此次時隔一年的回歸，IMFACT無論在音樂上或造型上都展現出了全新的面貌。
8月16日，以Deep House曲風的單曲《Nanana（懦那䛔）》回歸，此次是IMFACT出道以來首度在夏季回歸。

### 2019年
從2018接續到2019年的IMFACT，在空白期仍不斷推出COVER曲與自創曲，積極展現在音樂方面的努力與才華。
1月13日，官方公告IMFACT將於4月16至21日展開歐洲巡演。
1月24日，IMFACT發行單曲《ONLY U》回歸，《ONLY U》是一首既明朗，又輕鬆、歡快的歌曲，是IMFACT出道以來首度嘗試的風格。

### 2020年
4月21日，時隔1年3個月的回歸，公開第一張迷你專輯先行曲《거짓말이야(Lie)》，4月28日，正式發行主打歌《L.L》。
7月27日，帝業入伍，為團內第一個入伍的成員。
11月16日，摯安入伍，為團內第二個入伍的成員。
11月16日，泰浩出演綜藝節目《Sing Again - 無名歌手戰》。
12月4日，李想出演的網路劇《Wish You》播出。
12月18日，雄宰以藝名“HELLO GLOOM”活動，與BIGSTAR來桓等，組成創作團體及廠牌“THE FAKER CLUB（더훼이커클럽）”。2023年12月31日，廠牌更名為“WAY BETTER（웨이베러）”。

### 2022年
1月4日，李想、帝業和雄宰的專屬合約到期，宣布離開明星帝國娛樂，泰浩和摯安尚未發表任何跟合約有關的消息。同年10月帝業改名Seowool為solo歌手出道。

## 音樂作品

### 迷你專輯
| 序號 | 專輯資料                                                                                            | 曲目                                                                                            |
| 1st  | 《L.L》 - 語言：韓語 - 發行日：2020年4月28日 - 唱片公司：明星帝國娛樂、Genie音樂 - 專輯銷量：1,107+ | 1. I'm Fine 2. 거짓말이야 Lie 3. LALIDA 4. WiFi 5. 아무 말도 하지 말아요 6. 이 무대가 끝이 나면 |

### EP專輯
| 序號 | 單曲資料 | 曲目 |
| 1st  | 《Lollipop》（롤리팝） - 語言：韓語 - 發行日：2016年1月27日 - 唱片公司：明星帝國娛樂、KT Music - 專輯銷量：5,147+ | 1. I'M FACT 2. 롤리팝 Lollipop 3. 샤인(Shine) 4. 양아치 (Trouble Maker) |
| 2nd  | 《斑爛》（반란） - 語言：韓語 - 發行日：2016年11月11日 - 唱片公司：明星帝國娛樂、KT Music - 銷量：3,338張+        | 1. 斑爛(반란) 2. Feel So Good 3. Mirrorz 4. Woo 5. Feel So Good (Inst.) |
| 3rd  | 《Tension Up》 - 發行日：2017年6月2日 - 語言：韓語、日語 - 唱片公司：E-MOTION                                     | CD： 1. Tension Up 2. In The Club 3. Please Be My First Love 4. テンションアップ 5. 君がいない 6. 初恋をお願い 7. Tension Up(Inst.) 8. 君がいない(Inst.) 9. 初恋をお願い(Inst.) DVD： 1. テンションアップ 2. In The Club 3. Please Be My First Love 4. Tension Up |

### 單曲
| 序號 | 單曲資料 | 曲目                                                                                   |
| 1st  | 《沒有你》（니가 없어） - 語言：韓語 - 發行日：2017年1月25日 - 唱片公司：明星帝國娛樂、KT Music - 形式：數位           | 1. 니가 없어 2. 니가 없어(Inst.)                                                       |
| 2nd  | 《拜託了初戀》（첫사랑을 부탁해） - 語言：韓語 - 發行日：2017年2月27日 - 唱片公司：明星帝國娛樂、KT Music - 形式：數位 | 1. 첫사랑을 부탁해 2. 첫사랑을 부탁해(Inst.)                                           |
| 3rd  | 《Tension Up》（텐션업） - 語言：韓語 - 發行日：2017年4月5日 - 唱片公司：明星帝國娛樂、KT Music - 形式：數位           | 1. 텐션업 2. 텐션업(Inst.)                                                             |
| 4th  | 《閃耀》（빛나 / The Light） - 語言：韓語 - 發行日：2018年4月17日 - 唱片公司：Genie音樂 - 形式：數位                   | 1. 빛나 2. 빛나(Inst.)                                                                 |
| 5th  | 《Nanana》（나나나 / 懦那䛔） - 語言：韓語 - 發行日：2018年8月16日 - 唱片公司：Genie音樂 - 形式：數位                  | 1. Nanana 2. Nanana(Inst.)                                                             |
| 6th  | 《Only U》 - 語言：韓語 - 發行日：2019年1月24日 - 唱片公司：Genie音樂 - 形式：實體                                     | 1. Only U 2. 빛나(The Light) 3. 나나나 懦那䛔(Nanana) 4. 그대(She Is) 5. Only U(Inst.) |

### 原聲帶
| 序號 | 單曲資料 | 曲目                                                                                       |
| 1st  | 《Someday》（언젠가 우연히） - 語言：韓語 - 戲劇名稱：Andante - 發行日期：2017年11月12日 - 演唱：帝業、泰浩、李想 - 收錄於《Andante OST Part.5》 | 曲目 1. 언젠가 우연히（Someday） 2. 언젠가 우연히（Inst.）                                 |
| 2nd  | 《Fret》（애간장） - 語言：韓語 - 戲劇名稱：操心 - 發行時間：2018年1月28日 - 演唱：帝業、泰浩、李想 - 收錄於《My first love OST Part.4》         | 曲目 1. 애간장（Fret） 2. 애간장（Fret）（Inst.）                                          |
| 3rd  | 《心動+1》(설레임 +1) - 語言：韓語 - 戲劇名稱：4種屋子 - 發行時間：2018年2月18日 - 演唱：帝業、泰浩、李想 - 收錄於《4가지하우스 OST Part.2》     | 曲目 1. 설레임 +1 2. 설레임 +1（Inst.）                                                    |
| 4th  | 《Truth》 - 語言：韓語 - 戲劇名稱：小神的孩子們 - 發行時間：2018年3月18日 - 演唱：IMFACT - 收錄於《작은 신의 아이들 OST Part.3》                 | 曲目 1. Truth 2. Truth（Inst.）                                                            |
| 5th  | 《I Promise You》 - 語言：韓語 - 戲劇名稱：當時間停止時 - 發行時間：2018年11月1日 - 演唱：帝業 - 收錄於《시간이 멈추는 그때 OST Part.2》         | 曲目 1. I Promise You 2. A Perfect Day 3. I Promise You（Inst.） 4. A Perfect Day（Inst.） |
| 5th  | 《A Perfect Day》 - 語言：韓語 - 戲劇名稱：當時間停止時 - 發行時間：2018年11月1日 - 演唱：IMFACT - 收錄於《시간이 멈추는 그때 OST Part.2》       | 曲目 1. I Promise You 2. A Perfect Day 3. I Promise You（Inst.） 4. A Perfect Day（Inst.） |
| 6th  | 《About Time》 - 語言：韓語 - 戲劇名稱：討厭你，茱麗葉 - 發行時間：2019年3月14日 - 演唱：帝業、泰浩、李想 - 收錄於《너 미워! 줄리엣 OST Part.5》 | 曲目 1. About Time 2. About Time（Inst.）                                                  |
| 7th  | 《쿵따리 샤바라》 - 語言：韓語 - 戲劇名稱：全都是孔多利 - 發行時間：2019年7月15日 - 演唱：IMFACT - 收錄於《모두 다 쿵따리 OST Part.1》           | 曲目 1. 쿵따리 샤바라 2. 쿵따리 샤바라（Inst.）                                            |

### 其他歌曲
| 發行日 | 發行日   | 專輯名稱                    | 曲目                   | 演唱                                  | 參與成員               | 備註                  |
| 2017年 | 10月13日 | THE UNI+ - 마이턴 (My turn) | 마이턴 (My turn)       | The Unit 全體參賽者                   | 帝業、泰浩、摯安、雄宰 | The Unit 主題曲       |
| 2017年 | 10月20日 | THE UNI+ - 빛 (Last One)    | 빛 (Last One)          | UNI+ B                                | 帝業、泰浩、摯安、雄宰 | The Unit 男生組主題曲 |
| 2018年 | 1月14日  | THE UNI+ B STEP 1           | No way                 | UNI+ B                                | 帝業、泰浩             | The Unit 任務曲       |
| 2018年 | 2月10日  | THE UNI+ B STEP 1           | Question               | UNI+ B                                | 雄宰                   | The Unit 任務曲       |
| 2018年 | 2月10日  | THE UNI+ FINAL              | Dancing with the Devil | UNI+ B                                | 帝業                   | The Unit 任務曲       |
| 2018年 | 2月10日  | THE UNI+ FINAL              | PRESENT                | The Unit 決賽參賽者                   | 帝業                   |                       |
| 2018年 | 7月28日  | 不朽的名曲：傳說在歌唱      | 謠言                   | 不朽的名曲：傳說在歌唱第363回參演歌手 | 全員                   | 芳美經典歌曲翻唱      |
| 2019年 | 1月22日  | 함께할개 Pt6.               | 4 Love                 | IMFACT                                | 全員                   | 流浪遺棄犬公益單曲    |

### 未收錄於專輯或單曲之原唱曲
| 初公開日 | 初公開日 | 曲目                                      | 簡介                                                                                    | 備註                     |
| 2018年   | 12月3日  | 反覆（되풀이）                            | - 演唱：李想 - 詞：李想 - 曲：李想、雄宰、D.tale - 編曲：李想、雄宰、D.tale             | Remix版 （12月24日公開） |
| 2018年   | 12月17日 | 聖誕老公公(Santa Claus)_feat.雄宰         | - 演唱：泰浩 - Rap：雄宰 - 詞：泰浩、雄宰 - 曲：泰浩、雄宰、D.tale - 編曲：雄宰、D.tale |                          |
| 2019年   | 1月7日   | Vanilla sky                               | - 演唱：雄宰 - 詞、曲：雄宰、D.Tale - 編曲：D.Tale                                      |                          |
| 2019年   | 2月4日   | 腳印(발자국)                              | - 演唱：帝業、李想、雄宰 - 詞：雄宰 - 曲：雄宰、D.Tale - 編曲：D.Tale、雄宰             |                          |
| 2019年   | 9月18日  | 請不要那樣 (그러지 말아요)                | - 演唱：李想 - 詞：李想 - 曲：李想                                                      |                          |
| 2019年   | 10月1日  | 告訴我 你愛我 (나를 사랑한다 내게 말해줘) | - 演唱：李想 - 詞：李想 - 曲：李想                                                      |                          |
| 2019年   | 10月21日 | 猶豫 (망설여)                             | - 演唱：帝業 - 詞：雄宰 - 曲：雄宰                                                      |                          |
| 2019年   | 11月14日 | 像雨滴一樣 (빗물처럼)                     | - 演唱：李想 - 詞：李想 - 曲：李想、摯安、경다솜 - 畫畫:Gorilla-Handwriting             |                          |
| 2019年   | 11月14日 | 因為 (때문에)                             | - 演唱：李想 - 詞：李想 - 曲：D.Tale、雄宰 - 畫畫:Gorilla-Handwriting                   |                          |
| 2020年   | 1月5日   | 立陷愛(금사빠)                            | - 演唱：李想 - 詞：李想 - 曲：李想                                                      |                          |
| 2020年   | 1月27日  | 像你傳達 (너에게 닿기를)                  | - 演唱：泰浩 - 詞：泰浩 - 曲：泰浩                                                      |                          |
| 2020年   | 3月20日  | 在回家的路上 (집으로 오는 길)             | - 演唱：李想 - 詞：李想 - 曲：李想                                                      |                          |
| 2020年   | 3月30日  | Remember                                  | - 演唱：泰浩 - 詞：泰浩 - 曲：泰浩                                                      |                          |
| 2020年   | 4月3日   | 爸爸說 (아빠가 말했어)(Father Said)       | - 演唱：李想 - 詞：李想 - 曲：李想                                                      |                          |

### 韓國音樂著作權協會
| 成員 | 登記名字 | 編號     | 歌曲列表 |
| 帝業 | 박제업   | 10011883 | [ 31 ]   |
| 泰浩 | 김태호   | 10011881 | [ 32 ]   |
| 摯安 | 이지안   | 10011869 | [ 33 ]   |
| 李想 | 이상     | 10011863 | [ 34 ]   |
| 雄宰 | 나웅재   | 10011879 | [ 35 ]   |

## 影視作品

### 專屬節目
- 2015年12月11日至今：IMFACT Alive
- 2016年6月23日~9月15日：I'M FACT
- 2016年11月9日~12月14日：I'M FACT第二季 FACT三餐
- 2018年2月1日~4月19日：IMFACTrip
- 2018年7月16~8月16日：THE 100_IMFACT

## 獎項

### 大型頒獎典禮獎項
| 年份   | 名稱           | 項目   | 提名   | 結果 |
| 2016年 | 第31屆金唱片獎 | 新人獎 | IMFACT | 提名 |

### 主要音樂節目榜單排名
| 主打歌曲排名成績                                                                                            |                       |                       |                     |                        |                  |                             |                      |                       |
| 收錄專輯 | 歌曲                  | Mnet 《M! Countdown》 | KBS2 《Music Bank》 | MBC 《Show! 音樂中心》 | SBS 《人氣歌謠》 | MBC Music 《Show Champion》 | SBS MTV 《THE SHOW》 | 備註                  |
| 2016年 |                       |                       |                     |                        |                  |                             |                      |                       |
| Lollipop | Lollipop（롤리팝）    | 9                     | /                   | /                      | /                | /                           | 6                    | 出道                  |
| 斑爛（반란）                                                                                                | F.S.G（Feel So Good） | 19                    | /                   | /                      | /                | /                           | 11                   |                       |
| 2017年 |                       |                       |                     |                        |                  |                             |                      |                       |
| 非專輯單曲                                                                                                  | 沒有你                | /                     | /                   | /                      | /                | /                           | /                    | 「IMFACTORY」計畫歌曲 |
| 非專輯單曲                                                                                                  | 拜託了初戀            | /                     | /                   | /                      | /                | /                           | /                    | 「IMFACTORY」計畫歌曲 |
| 非專輯單曲                                                                                                  | Tension UP            | 18                    | /                   | /                      | /                | /                           | /                    | 「IMFACTORY」計畫歌曲 |
| 2018年 |                       |                       |                     |                        |                  |                             |                      |                       |
| 非專輯單曲                                                                                                  | 閃耀                  | 13                    | /                   | /                      | /                | /                           | /                    |                       |
| Nanana（懦那䛔）                                                                                            | 9                     | /                     | /                   | /                      | /                | /                           |                      |                       |
| 2019年 |                       |                       |                     |                        |                  |                             |                      |                       |
| Only U | Only U                | *                     | *                   | *                      | *                | *                           | *                    |                       |
| 2020年 |                       |                       |                     |                        |                  |                             |                      |                       |
| 거짓말이야(Lie)                                                                                             | L.L                   | *                     | *                   | *                      | *                | *                           | *                    |                       |
| 「/」表示未有相關資料；「(1)」表示兩星期冠軍；「[1]」表示三星期冠軍；「{1}」表示四星期冠軍；「*」表示宣傳中 |                       |                       |                     |                        |                  |                             |                      |                       |

## 引用資料
1. ↑  . IMFACT官方網站.   [2016-02-02]. （原始内容存档于2016-02-02） （韩语）.
2. ↑  . 2016-01-28  [2016-02-09]. （原始内容存档于2016-02-07）.
3. 1 2 3  . 2016-01-28  [2016-02-03]. （原始内容存档于2016-02-05）.
4. ↑  Valerie Chu, , 2013-11-30  [2018-10-29], （原始内容存档于2019-02-16）
5. ↑  . Koearstardaily. 2016-01-07  [2018-02-23]. （原始内容存档于2018-02-24） （中文）.
6. 1 2  . bnt新聞. 2017-01-20  [2017-02-02]. （原始内容存档于2017-02-02）.
7. ↑  Dream Believer, , 2015-05-23  [2018-10-29], （原始内容存档于2019-02-16）
8. ↑  Dream Believer, , 2015-05-23  [2018-10-29], （原始内容存档于2019-02-16）
9. ↑  . holyshare. 2015-05-02  [2018-03-10]. （原始内容存档于2018-03-10） （中文）.
10. ↑  . 國際在線娛樂.   [2016-02-03]. （原始内容存档于2016-04-13） （中文（中国大陆））.
11. ↑  . 韓星網. 2016-01-18  [2016-02-03]. （原始内容存档于2016-01-20） （中文）.
12. ↑  . 韓星網.   [2016-02-03]. （原始内容存档于2016-02-01） （中文）.
13. ↑  . Kpopn.   [2016-08-14]. （原始内容存档于2016-08-17） （中文）.
14. ↑  . soompi. 2016-08-13  [2016-11-02]. （原始内容存档于2016-11-01） （英语）.
15. ↑  . kmusic. 2016-11-02  [2016-11-02]. （原始内容存档于2016-11-04） （英语）.
16. ↑  . mwave. 2016-11-14  [2018-02-23]. （原始内容存档于2019-02-16）.
17. ↑  . Dong A. 2017-01-09  [2017-02-02]. （原始内容存档于2017-02-02） （韩语）.
18. ↑  . Naver. 2017-02-13  [2017-02-14]. （原始内容存档于2018-02-14） （韩语）.
19. ↑  . 일간스포츠. 2018-04-12  [2018-04-15]. （原始内容存档于2018-04-16） （韩语）.
20. ↑  임팩트, 데뷔 후 첫 미니앨범으로 컴백2020-04-13
21. ↑  THE FAKER CLUB （页面存档备份，存于）2020-12-18
22. ↑  THE FAKER CLUB2020-12-18
23. ↑  THE FAKER CLUB2020-12-18
24. ↑  , 2023-12-31
25. ↑  IMFACT 李想、帝業和雄宰宣布離開與 STAR EMPIRE ENT. （页面存档备份，存于）2022-01-04
26. ↑  男團IMFACT遭雪藏近2年　「正迎接7週年」公司無預警：解約了 （页面存档备份，存于）2022-01-04
27. ↑  임팩트 제업→서울, 오늘(3일) 신곡 ‘낮의 별’로 데뷔  （页面存档备份，存于）2022-10-03
28. ↑   [First half of 2020 Album Chart]. Gaon Chart. Korea Music Content Industry Association.   [May 6, 2020]. （原始内容存档于2020-07-09） （韩语）.
29. ↑   [First half of 2016 Album Chart]. Gaon Chart. Korea Music Content Industry Association.   [March 1, 2016]. （原始内容存档于2016-07-11） （韩语）.
30. ↑  《斑爛》銷量統計：
  - . gaon chart.   [2017-02-14]. （原始内容存档于2017-02-14） （韩语）. 3,338
31. ↑   （韩语）.
32. ↑   （韩语）.
33. ↑   （韩语）.
34. ↑   （韩语）.
35. ↑   （韩语）.

## 外部連結
韓國官方連結
- IMFACT 官方網站
- Daum Cafe（页面存档备份，存于）
- IMFACT 官方的X（前Twitter）
- IMFACT成員的X（前Twitter）
- IMFACT的Instagram帳戶
- IMFACT的Facebook專頁（英文）
- 的V LIVE（页面存档备份，存于） 
- YouTube上的IMFACT頻道

海外官方連結
- IMFACT 日本官方網站（日語）
- IMFACT 日本的X（前Twitter）（日語）
- 的日本部落格（页面存档备份，存于）（日語）
- IMFACT的新浪微博（简体中文）

帝業個人連結
- 朴帝業官方Cafe （页面存档备份，存于）
- 朴帝業官方的Instagram帳戶
- 朴帝業（個人）的Instagram帳戶
- 朴帝業（運動）的Instagram帳戶
- 朴帝業（早期）的Instagram帳戶
- YouTube上的朴帝業頻道

泰浩個人連結
- 泰浩的Instagram帳戶
- 泰浩的X（前Twitter）
- 泰浩的Facebook專頁（英文）
- YouTube上的泰浩頻道

摯安個人連結
- 摯安的Instagram帳戶

李想個人連結
- 李想的Instagram帳戶

雄宰個人連結
- 雄宰的X（前Twitter）
- 雄宰的Instagram帳戶
- WAY BETTER的X（前Twitter）
- WAY BETTER JAPAN的X（前Twitter）
- WAY BETTER的Instagram帳戶
- WAY BETTER官方網站
- YouTube上的WAY BETTER頻道